# Nicola Bonservizi
Nicola Bonservizi (Urbisaglia, 2 dicembre 1890 – Parigi, 26 marzo 1924) è stato un giornalista italiano.
Promotore del primo Fascio di Parigi nel 1922, fu corrispondente estero del quotidiano mussoliniano Il Popolo d'Italia e fondò nella capitale francese il quotidiano per gli italiani L'Italie Nouvelle ("La nuova Italia"). Fu assassinato da un anarchico italiano nel 1924.

## Biografia
Nicola Bonservizi partecipò alla Grande Guerra come tenente di artiglieria nel Regio Esercito. Dopo la guerra collaborò alla rivista Utopia (novembre 1913-dicembre 1914), che Benito Mussolini aveva fondato quando era direttore dell'Avanti! per esprimere idee al di fuori della linea ufficiale del Partito socialista.
A Parigi Nicola Bonservizi fondò il primo Fascio di Parigi e, dopo l'impresa di Fiume, inneggiò a Gabriele D'Annunzio contro il governo di Francesco Saverio Nitti, scrivendo che «a Roma parla il mercante, a Fiume l’ispirato (…) se la Francia mostrerà di non riconoscersi in queste parole, noi, con esse, le andremo contro».
Nel 1920 divenne corrispondente dall'estero del Popolo d'Italia, il quotidiano interventista fondato da Benito Mussolini nel novembre 1914; indi fondò la rivista L'Italie Nouvelle, organo ufficiale dei fascisti italiani che risiedevano in Francia, finanziato dal governo italiano. La rivista era scritta sia in italiano, sia in francese.
Nicola Bonservizi scrisse sul Popolo d'Italia circa l'importanza della sua missione a Parigi per fondare i Fasci all'Estero come «centro di attrazione, d'informazione e di propaganda» e strumento della politica estera italiana.

## L'assassinio
La sera del 20 febbraio 1924 l'anarchico Ernesto Bonomini, residente in Francia, esplose alcuni colpi di rivoltella su Nicola Bonservizi mentre si trovava seduto al tavolo di un ristorante a Parigi. La vittima, ferita a morte, si spense il 26 marzo. La salma fu trasferita in Italia, dove fu accolta da Mussolini per le onoranze funebri e sepolta nella Cappella degli Eroi al Cimitero Monumentale del Verano.
(Il saluto di Benito Mussolini a Bonservizi durante le esequie)
Nel frattempo il Bonomini, arrestato dalla polizia francese, fu condannato a 8 anni di lavori forzati. La pena fu poi in parte condonata e trasformata in semplice carcerazione
Il suo assassinio a opera del Bonomini fece sì che la stampa italiana, nel riportare le cronache dell'accaduto, indirettamente rendesse visibili le manifestazioni ostili ai Fasci all'estero..

Il 10 giugno 1924 il deputato di opposizione Giacomo Matteotti fu rapito e poi assassinato da sicari a libro paga del ministero degli Interni.
Nell'ambito della strategia processuale con cui cercò di attenuare le sue responsabilità per il delitto Matteotti, Amerigo Dumini cercò insistentemente notizie in ordine allo svolgimento del processo francese sull'assassinio di Bonservizi: grazie alla ricerca storiografica più recente «ora è possibile ricostruire abbastanza fedelmente la messinscena preparata al riguardo dal governo fascista» allo scopo di «rendere più verosimile il nesso tra i due delitti che fino ad allora non aveva potuto contare su alcun puntello serio».

## Intitolazioni
In suo onore nel 1936 e fino alla caduta del fascismo la sua città natale cambiò nome da Urbisaglia a Urbisaglia Bonservizi.
A Sanremo (IM) dal 1943 al 1945 il centralissimo Corso Augusto Mombello venne ribattezzato con il suo nome.